# Arethusa (stolica tytularna)
Arethusa (łac. Diœcesis Arethusius) – stolica historycznej diecezji w Cesarstwie Rzymskim (prowincja Syria Secunda), współcześnie w Syrii. Pierwsze wzmianki o niej pochodzą z IV wieku, ostatnim znanym biskupem jest Leonard (XI w.). Od XVI wieku katolickie biskupstwo tytularne, od 1962 nieobsadzone. W XX wieku powstała także odrębna stolica tytularna dla hierarchów syryjskokatolickich.

## Biskupi tytularni

### Biskupi rzymskokatoliccy
| Lp. | Biskup                          | Od               | Do                |
| --- | ------------------------------- | ---------------- | ----------------- |
| 1   | Michele Iorba                   | 1510             | brak danych       |
| 2   | Antonio Ugolini Sinibaldi       | 13 stycznia 1515 | brak danych       |
| 3   | François Gaspard de Grammont    | 1 sierpnia 1707  | 17 listopada 1727 |
| 4   | Johann Wilhelm von Twickel      | 27 czerwca 1735  | 10 września 1757  |
| 5   | Johann Anton von Wolframsdorf   | 3 marca 1760     | 15 września 1766  |
| 6   | Konstanty Leon Sosnowski OSPPE  | 17 lutego 1767   | 5 marca 1802      |
| 7   | Agostino Olivieri               | 3 sierpnia 1807  | 10 maja 1834      |
| 8   | Johann Anton Friedrich Baudri   | 28 września 1849 | 29 czerwca 1893   |
| 9   | Gallicano Mergè                 | 18 maja 1894     | 7 lipca 1897      |
| 10  | Charles-Maurice de Chazelles    | 14 lipca 1897    | 4 czerwca 1900    |
| 11  | Giacinto Nicolai                | 18 kwietnia 1900 | 29 września 1900  |
| 12  | Antonio José Gomes Cardoso      | 17 grudnia 1900  | 23 lipca 1901     |
| 13  | Sigismund Felix von Ow-Felldorf | 11 stycznia 1902 | 6 grudnia 1906    |
| 14  | Ulpiano María Pérez y Quiñones  | 11 stycznia 1907 | 8 maja 1907       |
| 15  | Carlo Falcini                   | 17 lipca 1907    | 2 września 1907   |
| 16  | Benedetto Spila OFM             | 29 kwietnia 1909 | 25 września 1928  |
| 17  | Feliciano Rocha Pizarro         | 9 listopada 1928 | 28 stycznia 1935  |
| 18  | Heinrich Wienken                | 22 lutego 1937   | 9 marca 1951      |
| 19  | Buenaventura Jáuregui Prieto    | 5 grudnia 1951   | 8 grudnia 1957    |
| 20  | Emilio Tagle Covarrubias        | 10 stycznia 1958 | 12 marca 1959     |
| 21  | Charles-Marie-Jacques Guilhem   | 8 kwietnia 1959  | 28 lutego 1962    |

### Biskupi syryjskokatoliccy
| Lp. | Biskup                   | Od                   | Do               |
| --- | ------------------------ | -------------------- | ---------------- |
| 1   | Eusthate-Moïse Sarkis    | 14 września 1912     | 21 sierpnia 1918 |
| 2   | Théophile Joseph Georgi  | 21 listopada 1921    | 1942             |
|     | Athanase Paul Hindo      | 18 stycznia 1949     | 5 sierpnia 1949  |
| 3   | Joseph Parecattil        | 28 października 1953 | 20 lipca 1956    |
| 4   | Sebastian Mankuzhikary   | 15 listopada 1969    | 28 kwietnia 1986 |
| 5   | Flavien Joseph Melki     | 24 czerwca 1995      | 25 maja 1996     |
| 6   | Rami Flaviano Al-Kabalan | 28 marca 2020        |                  |